# Diana (slivoň)
Diana (Prunus domestica 'Diana') je ovocný strom, kultivar druhu slivoň z čeledi růžovitých. Plody velké, s tmavomodrou slupkou, ojíněné, aromatické, vhodné pro konzum i na zpracování. Zraje koncem července.

## Původ
Zemí původu je Rumunsko.

## Vlastnosti
Růst střední. Plodnost přichází až v druhém nebo třetím roce od výsadby. Zraje koncem července. Cizosprašná odrůda..

## Opylovači
- Valor
- Oneida
- Stanley
- Bluefre

## Plod
Plod podlouhlý, velký. Slupka modrá, ojíněná. Dužnina je zelenožlutá, chutná, obvykle jde dobře od pecky.

## Choroby a škůdci
Tolerantnost k šarce průměrná, odrůda je velmi citlivá na mráz.